# Moulin de Patouillet
Le moulin de Patouillet est un moulin situé à Charcé-Saint-Ellier-sur-Aubance, en France.

## Localisation
Le moulin est situé dans le département français de Maine-et-Loire, sur la commune de Charcé-Saint-Ellier-sur-Aubance.

## Description
C'est un moulin dit chandelier ou pivot, car la cage du moulin pivote sur une énorme pièce de bois appelé le pivot ou bourdon, il est équipé d'ailes Berton et de deux paires de meules.

## Historique
Ce moulin fut déplacé de Gennes pour arriver à son endroit actuel[réf. nécessaire], il date de 1893 et cesse son activité en 1920; il est restauré en 1983 et peut de nouveau tourner.
L'édifice est inscrit au titre des monuments historiques en 1977.